# バスケットボールパナマ代表
バスケットボールパナマ代表（Panama national basketball team）は、パナマバスケットボール連盟により国際大会に派遣されるバスケットボールのナショナルチームである。

## 歴史
オリンピック1回・世界選手権4回出場している。
2005年のアメリカ選手権で5位となり、世界選手権に出場したが、1勝もできず敗退。（日本を含むグループBで、この大会における日本唯一の勝利も献上した。）

## 主な国際大会成績

### オリンピック
- 1968年：12位

### ワールドカップの成績
- 1970年：9位
- 1982年：9位
- 1986年：19位
- 2006年：23位

### アメリカップの成績
- 5位：（2005年）

## 歴代代表選手
- ハビエル・カーター
- ディオニシオ・ゴメス
- スチュアート・グレイ
- ジーノ・ポマーレ
- イベルソン・モリナル
- エリック・ロメロ
- リッキー・リンド・ジュニア
- トニー・ビショップ
- トレバー・ガスキンズ
- エルネスト・オグリビー
- ジャメル・ホーン
- アキル・ミッチェル